# Doenitzius peniculus
Doenitzius peniculus là một loài nhện trong họ Linyphiidae.
Loài này thuộc chi Doenitzius. Doenitzius peniculus được Ryoji Oi miêu tả năm 1960.